# Deutsch-sudanesische Beziehungen
Die Bundesrepublik Deutschland war 1956 das erste Land, welches den Sudan diplomatisch anerkannte. Aufgrund seiner vermittelnden Position in den verschiedenen Konflikten im Land wird Deutschland im Sudan ein hohes Vertrauen entgegengebracht.

## Geschichte
Im Jahre 1843 erreichte eine Preußische Expedition nach Ägypten (Lepsius-Expedition) den heutigen Sudan. Als Resultat der Reise wurde der Sudanese August Sabac el Cher Kammerdiener des preußischen Prinzen Albrecht und einer der ersten gesellschaftlich integrierten Afrodeutschen. 1869 unternahm der deutsche Botaniker Georg Schweinfurth eine Reise durch den Sudan. Auch Gustav Nachtigal erforschte das Land wenig später. Der deutsche Emin Pascha war für die Osmanen ab 1878 Gouverneur der Provinz Äquatoria im Türkisch-Ägyptischen Sudan.
Die Bundesrepublik Deutschland (BRD) errichtete 1955 eine diplomatische Verbindungsstelle in Khartum ein, die am 12. März 1956 in eine Gesandtschaft und am 21. Oktober 1959 in eine Botschaft umgewandelt wurde. Im selben Jahr errichtete Fritz Werner mit deutschen Steuergeldern eine Munitionsfabrik im Sudan. 1965 brach der Sudan die Beziehungen zur BRD ab und nahm stattdessen diplomatische Beziehungen mit der Deutschen Demokratischen Republik (DDR) auf. Die Beziehungen mit der BRD wurden schließlich 1971 wieder aufgenommen.
Die langjährige Herrschaft von Umar al-Baschir im Sudan von 1989 bis 2019 war von bewaffneten Konflikten und schweren Menschenrechtsverletzungen geprägt. In der Regierungszeit von al-Baschir stellte Deutschland seine Entwicklungshilfe und seine technische Unterstützung für das Land ein. 2005 beteiligte Deutschland sich an der United Nations Mission in Sudan und 2013 erkannte die Bundesregierung in Übereinstimmung mit dem Rest der internationalen Gemeinschaft die Unabhängigkeit des Südsudan an.
2012 wurde die Deutsche Botschaft in Khartum von Demonstranten gestürmt und angezündet. Grund dafür waren vorherige Demonstrationen der rechtsextremen Kleinpartei Pro NRW in Deutschland, bei denen Mohammed-Karikaturen gezeigt worden waren.
2018 begannen Proteste im Sudan und Diktator al-Baschir wurde schließlich bei einem Putsch im April 2019 gestürzt. Die Bundesregierung engagierte sich daraufhin für einen demokratischen Wandel im Land und Außenminister Heiko Maas und Bundespräsident Frank-Walter Steinmeier besuchten das Land bald darauf. Nach dem Machtwechsel im Sudan wurde 2020 bei einer von Deutschland ausgerichteten Sudan-Konferenz Mittel in Höhe von 1,8 Milliarden US-Dollar für die Transformation des Landes mobilisiert. Nach einem weiteren Militärputsch im Sudan 2021 kühlten sich die Beziehungen jedoch wieder ab, und Deutschland stellte seine Entwicklungshilfe ein.
Nach dem Beginn des Bürgerkriegs im Sudan 2023 sagte Deutschland im April 2024 bei einer internationalen Geberkonferenz 244 Millionen Euro an humanitärer Hilfe für die Zivilbevölkerung zu.

## Wirtschaftliche Beziehungen
Die Wirtschaftsbeziehungen zwischen beiden Staaten sind eher unterentwickelt. Das Gesamtvolumen des deutschen Handels mit dem Sudan belief sich im Jahr 2021 auf 128 Millionen Euro, womit der Sudan den 134. Platz in der Rangliste der deutschen Handelspartner belegt. Deutschland importiert aus dem Sudan vorwiegend Baumwolle, Gummi und Nahrungsmittel. Der Sudan importiert im Gegenzug vorwiegend industrielle und chemische Erzeugnisse aus Deutschland. Vereinzelt sind deutsche Unternehmen an Projekten im Land beteiligt. So war z. B. die deutsche Lahmeyer am Bau des Merowe-Staudamms beteiligt.

## Entwicklungshilfe
Deutschland leistet keine direkte bilaterale Entwicklungshilfe an den Sudan, nachdem die Entwicklungskooperation 2019 kurzzeitig wieder aufgenommen wurde. Deutschland leistet allerdings Hilfen über Programme der Europäischen Union (EU) und der Vereinten Nationen (VN) und direkte humanitäre Hilfe an Flüchtlinge.

## Migration
Vereinzelt kommt es zu Asylanträgen von Sudanesen in Deutschland. Im Jahre 2021 lebten ca. 8500 Sudanesen in Deutschland. Zu den bekannten Deutsch-Sudanesen gehören die Fernsehmoderatorin und Sängerin Nadja Abd el Farrag und der Fußballspieler Hany Mukhtar.

## Kultur
Seit 2008 ist ein Goethe-Institut wieder im Sudan aktiv. Deutsche Kultur und Wissenschaft verfügen über einen guten Ruf im Sudan und einige sudanesische Fachkräfte haben in Deutschland gearbeitet oder studiert. Deutsch wird seit 1990 als Fremdsprache an sudanesischen Universitäten angeboten und der Deutsche Akademische Austauschdienst fördert den Austausch auf der universitären Ebene. Enge Beziehungen bestehen zudem zwischen dem sudanesischen Antikendienst und verschiedenen deutschen archäologischen Einrichtungen. Deutsche Experten sind an der Pflege und Konservierung bedeutender sudanesischer Kulturstätten wie denen in Naqa und Al-Musawwarat as-sufra beteiligt.

## Diplomatische Standorte
- Deutschland hat eine Botschaft in Khartum.[9]
- Der Sudan hat eine Botschaft in Berlin.[10]

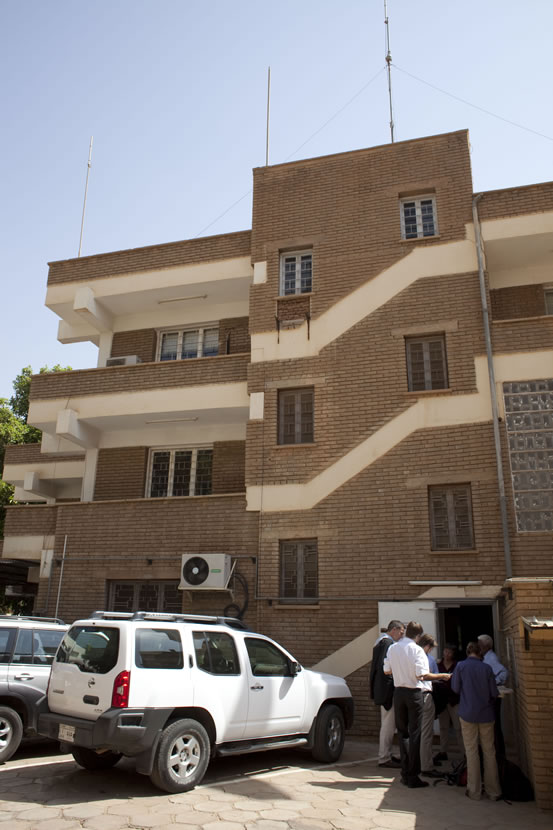
Deutsche Botschaft in Khartum